# Joe Moody
Joseph Paul Tamatea Moody, detto Joe (Christchurch, 18 settembre 1988), è un rugbista a 15 neozelandese, pilone della squadra provinciale di Canterbury nel National Provincial Championship e dei Crusaders in Super Rugby, campione del mondo 2015 con gli All Blacks.

## Biografia
Prima di passare al rugby a 15 Moody praticò la lotta libera e quella greco-romana fin dall'età di 7 anni, vincendo anche titoli juniores a livello continentale e di giochi giovanili del Commonwealth e, successivamente, il rugby a 13, disciplina tramite la quale giunse al XV una volta preso atto che per avanzare nella lotta avrebbe dovuto trasferirsi all'estero viste le scarse possibilità di sviluppo in patria.
Nel 2011, a 23 anni, debuttò nella provincia di Canterbury nel campionato nazionale delle province, vincendo la competizione alla prima stagione; bissò il successo alla seconda e nel Super Rugby 2013 debuttò per la franchise collegata alla provincia, i Crusaders.
Convocato a fine 2013 per il tour in Europa degli All Blacks, non poté essere disponibile a causa di una frattura alla gamba occorsagli durante la finale del National Provincial Championship, ciononostante, una volta ristabilitosi, esordì a Sydney nel corso del match del Championship 2014 contro l'Australia, terminato in parità 12-12.
Inizialmente escluso dalla rosa dei convocati alla Coppa del Mondo di rugby 2015, fu chiamato dal C.T. Steve Hansen dopo che un infortunio ai muscoli della coscia aveva messo fine alla carriera internazionale del pilone titolare Tony Woodcock.
Fu schierato come sostituto nel quarto di finale contro la Francia e successivamente titolare in semifinale contro il Sudafrica e in finale contro l'Australia, laureandosi campione del mondo.

## Palmarès
- Coppe del mondo: 1
Nuova Zelanda: 2015
- Super Rugby: 5
Crusaders: 2017, 2018, 2019, 2022, 2023
- National Provincial Championship: 4
Canterbury: 2011, 2012, 2013, 2015
- Super Rugby Aotearoa: 2
Crusaders: 2020, 2021